# Nikísiani
Nikísiani (Nikisiani) är en ort i Grekland.   Den ligger i prefekturen Nomós Kaválas och regionen Östra Makedonien och Thrakien, i den nordöstra delen av landet, 300 km norr om huvudstaden Aten. Nikísiani ligger 346 meter över havet och antalet invånare är 2 236.
Terrängen runt Nikísiani är varierad. Runt Nikísiani är det ganska glesbefolkat, med 29 invånare per kvadratkilometer. Närmaste större samhälle är Eleftheroúpolis, 9,8 km öster om Nikísiani. I omgivningarna runt Nikísiani växer i huvudsak blandskog.